# Niphona pluricristata
Niphona pluricristata là một loài bọ cánh cứng trong họ Cerambycidae.